# John Obi Mikel
John Michael Nchekwube Obinna (* 22. dubna 1987 Jos), známý jako John Obi Mikel, je bývalý nigerijský profesionální fotbalista, který hrával na pozici defensivního záložníka. Od listopadu 2021 byl bez angažmá a v létě 2022 ukončil svoji hráčskou kariéru. Mezi lety 2006 a 2019 odehrál také 86 utkání v dresu nigerijské reprezentace, ve kterých vstřelil 6 branek.

## Klubová kariéra
Narodil se jako John Michael Nchekube Obinna, avšak po příchodu do Evropy si jméno upravil na dnes používanou podobu. Svou kariéru započal v nigerijském klubu Plateau United FC, po velmi vydařeném MS fotbalistů do 17 let již však bylo jasné, že brzy přestoupí do nějakého bohatšího klubu.

### FK Lyn
Roku 2005 si ho nakonec po dlouhodobém sledování vybral norský tým Lyn Oslo.
V 17 letech oblékl Obi Mikel poprvé dres Lynu Oslo a ve své první evropské sezóně v 6 zápasech i jednou skóroval. Vydařenými výkony opět upoutal skauty ještě movitějších klubů a tak se velmi brzo po přestupu začalo mluvit o dalším transferu. Doopravdy to netrvalo dlouho a hráče si vyhlédl Manchester United, který s ním v roce 2006 chtěl podepsat několikaletou smlouvu (detaily ohledně smlouvy nebyly zveřejněny). Prakticky v téže době však projevila zájem i Chelsea FC, rival „Red's“ z anglické Barclays Premiership. Po dohodě Lynu Oslo, Manchesteru United a Chelsea FC se nakonec stal John Obi Mikel hráčem Chelsea.

### Chelsea FC
Po přestupu do Chelsea FC, jejíhož majitele Romana Abramoviče, stál tento hráč 23 miliónů liber, se velmi rychle zapracoval do základní sestavy. V sezóně 2006/2007 již odehrál více než 20 utkání a to jak v lize, tak i v evropských a ligových pohárech. I fanoušci si tohoto hráče oblíbili pro jeho férovost a na svůj věk neobvyklou stálost výkonů. A to i přes počáteční, zejména mediální, nátlak kvůli zvláštním okolnostem jeho přestupu a incidentu s Kolo Tourém v utkání anglického ligového poháru. I díky mediální přitažlivost tehdejšího trenéra Chelsea, Josého Mourinha, se nakonec Obi Mikel z tlaku médií vymanil a sezónu již dohrál relativně v klidu a úspěšně. V následujícím ročníku ligy se potýkal jak se svou morálkou (vyloučení), tak s problémy se zrakem. Zejména proto neodehrál v sezóně 2007/2008 očekávaný počet zápasů a vypadl ze základní sestavy Chelsea.
31. srpna 2012 nastoupil v Monaku v základní sestavě Chelsea k utkání o evropský Superpohár proti španělskému Atléticu Madrid, v němž se střetávají vítěz Ligy mistrů (tehdy Chelsea FC) a Evropské ligy (tehdy Atlético Madrid). John Obi Mikel odehrál celý zápas, ale porážce 1:4 společně se svými spoluhráči zabránit nedokázal.
3. května 2015 tři kola před koncem sezóny 2014/15 získal s Chelsea ligový titul (svůj druhý s tímto týmem), v téže sezóně vyhrál i Football League Cup.

### Tchien-ťin Teda
V lednu 2017 přestoupil do klubu čínské Superligy Tchien-ťin Teda.

### Trabzonspor
V létě Mikel odešel do tureckého Trabzonsporu, kde podepsal dvouletou smlouvu.
Během března 2020 předčasně ukončil své turecké angažmá z důvodu obavy z pandemie covidu-19.

## Reprezentační kariéra
Zúčastnil se v dresu nigerijské seniorské reprezentace Afrického poháru národů a kvalifikace na MS 2006 v Německu, která skončila pro Nigérii smolně a tak musel oželet možnost zahrát si poprvé v životě i mistrovství světa na seniorské úrovni. Zúčastnil se již zmiňovaného MS „17“ a MS do 20 let, kde získal v roce 2005 za své výkony Stříbrný míč.
Na Africkém poháru národů 2013 v Jihoafrické republice byl členem nigerijského týmu, který se probojoval až do finále, kde porazil reprezentaci Burkiny Faso 1:0.